# Пітер Веллер
Пітер Веллер (англ. Peter Weller; нар. 24 червня 1947) — американський актор, найбільше відомий виконанням ролі Робокопа у фільмі «Робот-поліцейський».

## Біографія
Народився 24 червня 1947 року у місті Стівенс Пойнт штат Вісконсин, США. Батько Фредерік Бредфорд Веллер був військовим льотчиком, мати Дороті Джин Девідсон — музикою (піаністкою). Батькові по службі необхідно було часто переїжджати з місця на місце, тому хлопчик з дитячих років звик до переїздів. Пітер серйозно займався музикою — грав на трубі. Виховання він отримав католицьке. Коли батько вийшов на пенсію, ставши юристом, родина Веллерів оселилася в штаті Техас, в місті Сан-Антоніо. В школі майбутній виконавець ролі робота-поліцейського мав інше захоплення — грав у джаз-групі. Але по закінченню навчання, вирішив стати актором. Спочатку вступив до Університету Північного Техасу, де навчався на театральному факультеті, а потім продовжив навчатися в Академії драматичного мистецтва (місто? штат?).

## Кар'єра
Здобувши освіту, став грати на сцені Бродвею. З 1973 року починає працювати на телебаченні, а дебютом в кіно стала кінокартина «Бутч і Санденс: Ранні дні» (1979) режисера Річарда Лестера. У 1984 Пітер зіграв молодого вченого-нейрохірурга в пригодницькому фільмі «Пригоди Бакару Банзая у восьмому вимірі». Успіхом для актора стала робота в бойовику Пола Верховена «Робокоп» (1987). Незабаром було знято продовження, а від участі в третій серії Пітер Веллер відмовився. Джордж Пан Косматос працював із Пітером в 1989 році, у фантастичному фільмі «Левіафан», в тому ж році Веллер грав і у режисера Абеля Феррари в трилері «Переслідувач кішок». В черговий раз Веллер змусив про себе говорити, зігравши в «Обіді голяка» Девіда Кроненберга. Вагомим досягненням актора вважається і його робота в бойовику Сідні Ф'юрі «Вершина світу» (1997).

## Фільмографія
- 1984 — Пригоди Бакару Банзая у 8-му вимірі / The Adventures of Buckaroo Banzai Across the 8th Dimension
- 1987 — Робот-поліцейський / RoboCop
- 1989 — Переслідувач кішок / Cat Chaser
- 1989 — Левіафан / Leviathan
- 1990 — Рейнбоу Драйв / Rainbow Drive
- 1990 — Робот-поліцейський 2 / RoboCop 2
- 1991 — Обід голяка / Naked Lunch
- 1992 — П'ятдесят на п'ятдесят / Fifty/Fifty
- 1995 — Крикуни / Screamers
- 1997 — Золотий берег / Gold Coast
- 1997 — Вершина світу / Top of the World
- 1999 — Ворог мого ворога / Diplomatic Siege
- 2000 — Година тіней / Shadow Hours
- 2000 — Заражений / Contaminated Man
- 2005 — Пригоди «Посейдона» / The Poseidon Adventure
- 2010 — Ясновидець / Psych — Інь (професор Карл Ротменсен)
- 2012 — Очі дракона / Dragon Eyes
- 2012 — Бетмен: Повернення Темного Лицаря / Batman: The Dark Knight Returns
- 2013 — Стартрек: Відплата / Star Trek Into Darkness
- 2015 — Работоргівля / Skin Trade